# Franz Breitwieser
Franz Breitwieser (* 13. August 1892 in Wels; † 7. Oktober 1954 ebenda) war ein oberösterreichischer Politiker (CS/ÖVP) und Rechtsanwalt. Breitwieser war 1934 sowie von 1945 bis 1954 Abgeordneter zum Oberösterreichischen Landtag und hatte von 1948 bis 1954 das Amt des Finanzlandesrates in der Oberösterreichischen Landesregierung inne.

## Ausbildung und Beruf
Franz Breitwieser wurde als Sohn des Mathias Breitwieser, eines Poliers geboren und besuchte das Gymnasium in seiner Geburtsstadt Wels. Breitwieser legte am Gymnasium Wels 1911 die Matura ab und studierte in der Folge Rechtswissenschaften an den Universitäten Wien und Innsbruck.  Dort wurde er Mitglied der katholischen Studentenverbindung Austria Wien und Austria Innsbruck. Breitwieser promovierte 1916 in Innsbruck zum Doktor der Rechte und diente danach im Ersten Weltkrieg als Oberleutnant und Bataillons-Adjutant eines Kaiserschützenregimentes an der russischen und italienischen Front. Nach dem Ende des Ersten Weltkriegs trat Breitwieser in die Kanzlei von Dr. Salzmann in Wels ein, 1923 gründete er seine eigene Kanzlei. Breitwieser war in der Folge vor allem als Rechtsberater von Wirtschaftsunternehmen und Finanzinstituten tätig.

## Politik und Funktionen
Nachdem Josef Pfeneberger als Kleriker auf Grund eines Beschlusses der Bischofskonferenz aus der Politik ausscheiden musste, rückte Breitwieser am 26. Februar 1934 als Vertreter der Christlichsozialen Partei in den Landtag nach. Breitwieser gehörte bis zum 31. Oktober 1934 dem Landtag an und schied mit der Angelobung des Ständischen Landtags aus. Nach dem Zweiten Weltkrieg war Breitwieser 1945 als provisorischer Bürgermeister von Wels tätig und zog am 13. Dezember 1945 für die Österreichische Volkspartei erneut in den Landtag ein. Breitwieser gehörte dem Landtag bis zu seinem Tod 1954 an. 
Nach dem Tod von Landesrat Franz Lorenzoni wurde Breitwieser in die Landesregierung gewählt und übernahm am 18. Juni 1948 das Amt des Landesrates für Finanzen. Er hatte maßgeblichen Anteil am wirtschaftlichen Aufbau Oberösterreichs, wobei ihm großes „Verhandlungsgeschick, Entschlussfreudigkeit, Menschenkenntnis und Humor“ zugeschrieben wurden. Breitwieser übte sein Amt als Landesrat bis zu seinem Tode aus.
Neben seiner Rolle als Politiker hatte Breitwieser auch zahlreiche Funktionen in Wirtschaftsbetrieben inne. Er war Mitglied des Aufsichtsrates der Oberösterreichischen Kraftwerke AG, Mitglied im Aufsichtsrat der Bank für Oberösterreich und Salzburg, Vorsitzender und Anstaltsreferent der Oberösterreichischen Landes-Brandschaden-Versicherungsanstalt, Mitglied des Kuratoriums und Aufsichtskommissar der Landeshypothekenanstalt und Mitglied der Epple-Buxbaum-Werke Wels. Zudem wirkte Breitwieser als Aufsichtsratsmitglied der Wolfsegg-Traunthaler Kohlenwerksgesellschaft, war Aufsichtsratsmitglied der Salzach-Kohlen-Bergbaugesellschaft sowie Mitglied des Landes-Kuratoriums der Versicherungsanstalt der Österreichischen Bundesländer.